# L'eterna primavera
L'eterna primavera (L'Éternel Printemps) è una statua di bronzo dalla patina nera realizzata dallo scultore Auguste Rodin nel 1884, che raffigura una coppia che si scambia un bacio. La versione originale di quest'opera appartiene al museo Calouste Gulbenkian, a Lisbona, ma ne esistono molte altre conservate in vari musei del mondo.

## Descrizione
Quest'opera che celebra l'amore e la primavera venne creata nel lungo periodo nel quale Rodin lavorò alla sua Porta dell'inferno (per una trentina d'anni). All'inizio l'opera venne concepita per fare parte di questo progetto, rappresentando Paolo Malatesta e Francesca da Polenta, ma alla fine non venne inclusa nel gruppo per il sentimento di felicità espresso dagli amanti che non sembrava appropriato con il tema dell'Inferno dantesco.
La figura femminile dell'opera riprende il Torso di Adele del 1882 ispirato ad Adele Abruzzesi, una delle modelle preferite di Rodin. Diversamente dal Bacio, nell'Eterna primavera è l'uomo che domina la composizione sostenendo il corpo arcuato della sua amante. Probabilmente l'opera si ispira alla relazione appassionata che era iniziata nel 1883 tra lo scultore e la sua studente Camille Claudel, e che sarebbe durata per una decina d'anni.
Esposta al Salone degli artisti francesi del 1898, l'opera conobbe un successo importante e venne replicata in numerosi esemplari di bronzo in quattro dimensioni diverse, oltre a sei esemplari in marmo. Rodin realizzò una versione in marmo (oggi al museo Soumaya di Città del Messico) nella quale scolpì un tronco sul quale sul quale appoggiare il braccio dell'uomo, mentre il suo piede destro si trova su una roccia.

## Galleria d'immagini

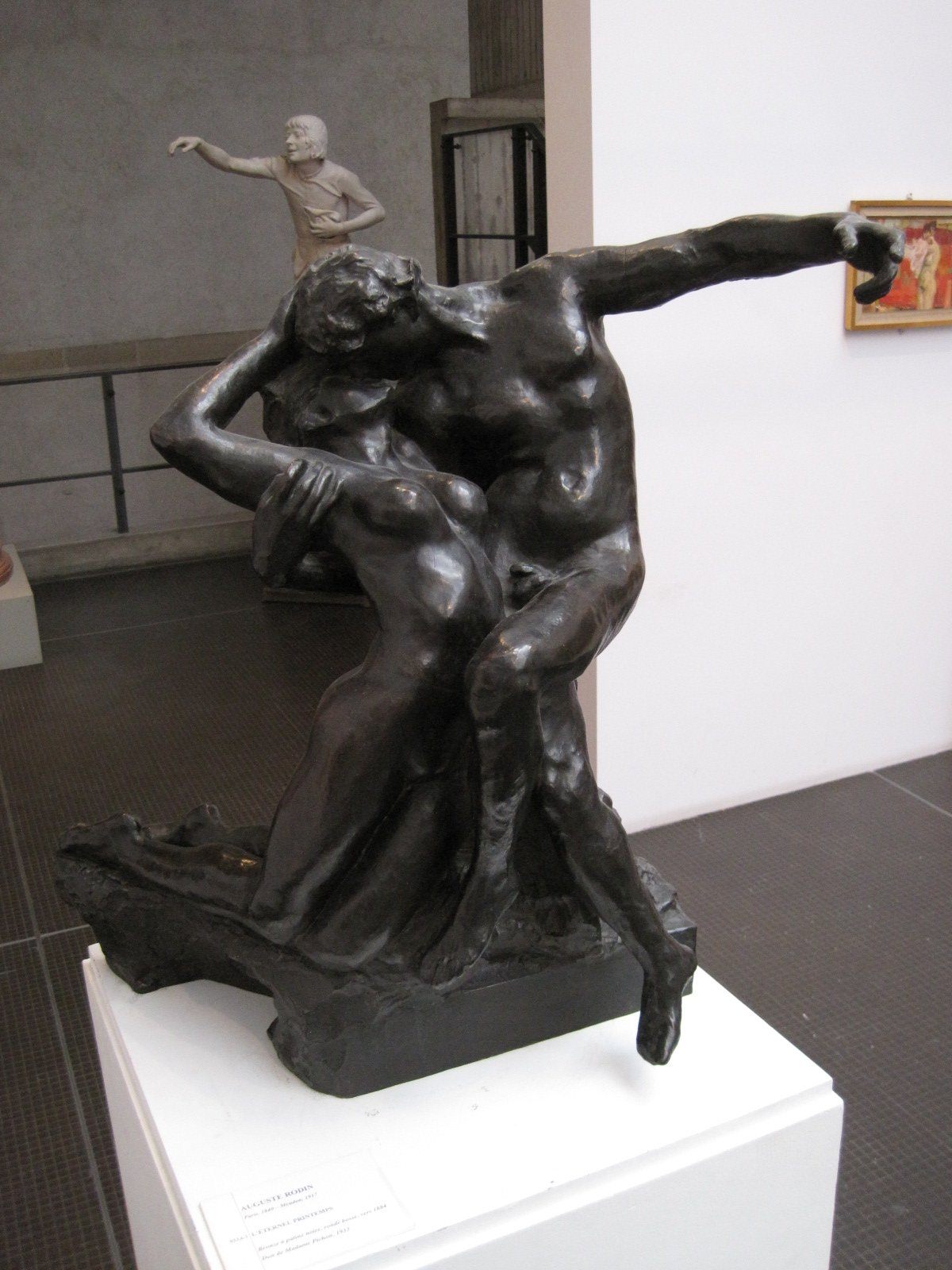
La versione del museo d'arte di Besançon.
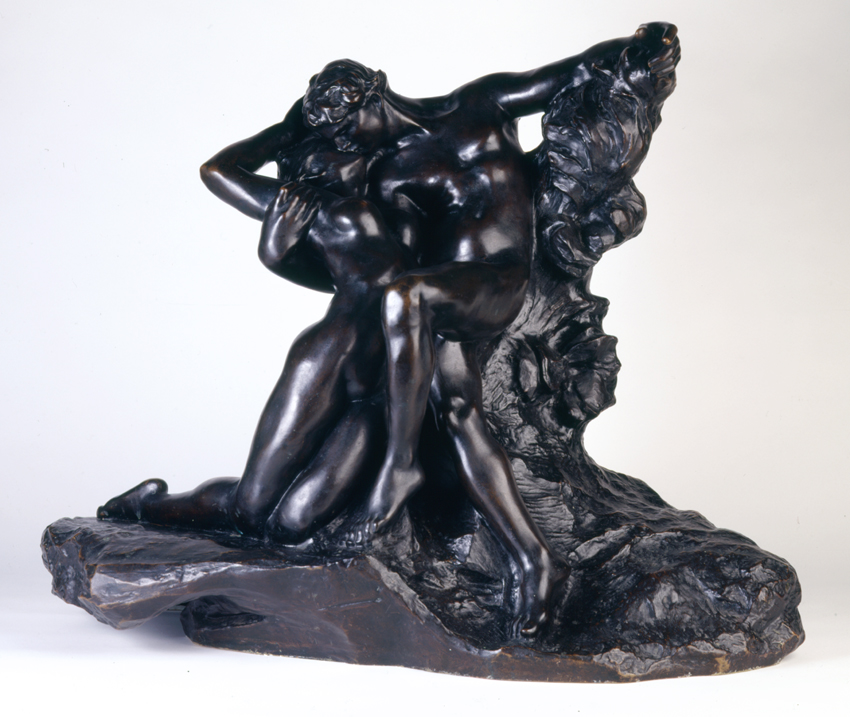
Una versione con il tronco conservata al museo Soumaya.
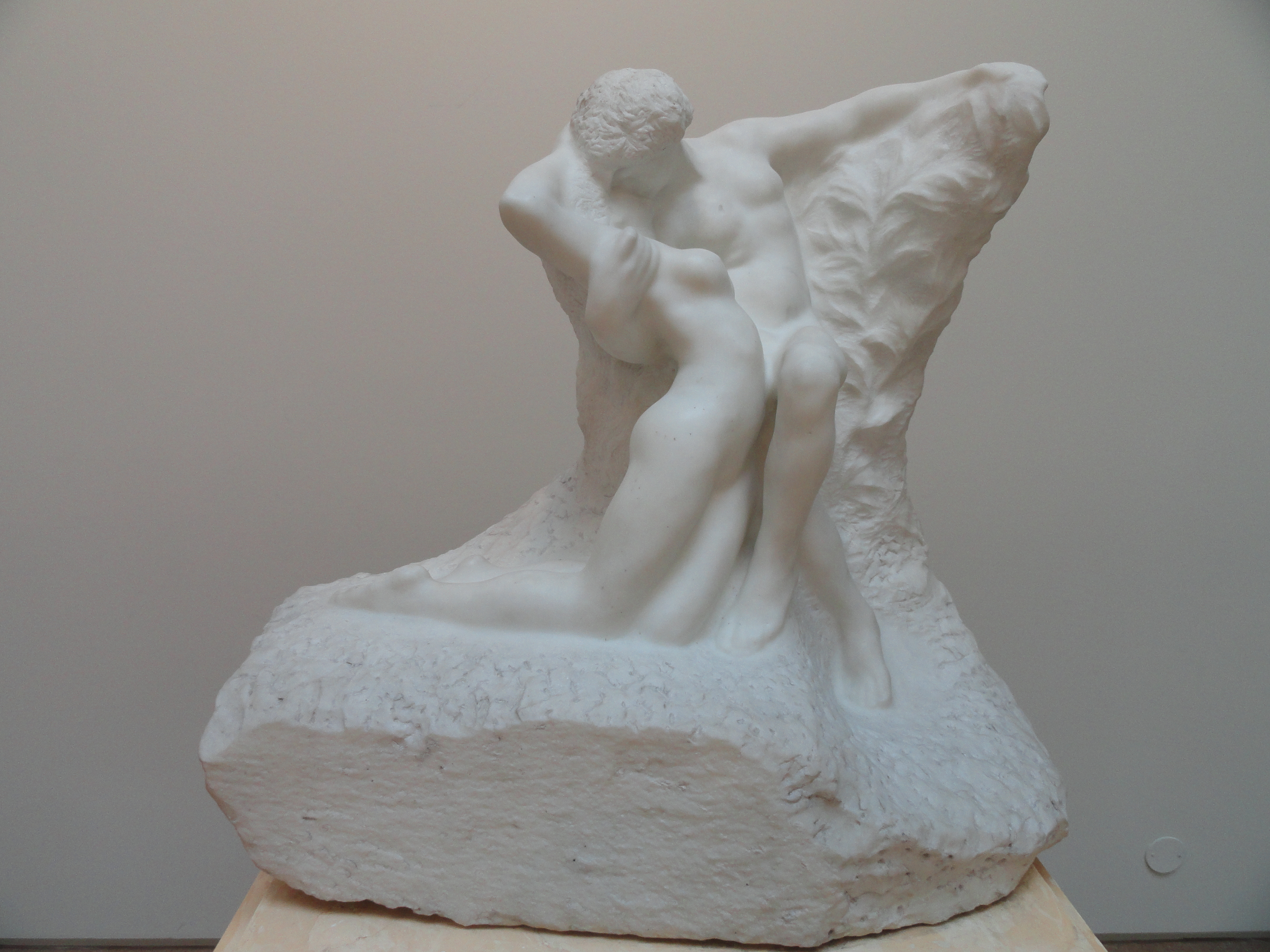
La versione marmorea dell'Ermitage.